# 返顾马先蒿粗茎亚种
返顾马先蒿粗茎亚种（学名：Pedicularis resupinata sp. crassicaulis）为列当科马先蒿属下的一个亚种。

## 扩展阅读
- 維基物種上的相關：返顾马先蒿粗茎亚种